# AEW 다이너마이트
AEW 다이너마이트는 2019년 10월 2일부터 매주 수요일 방송될 올 엘리트 레슬링의 주간 프로그램이다.